# Eber Finn
Pour les articles homonymes, voir Eber (homonymie).
Eber Finn aurait été, selon la tradition irlandaise, un Roi Suprême d'Irlande et un fondateur de la lignée des Milesiens, fils du Roi Mile Espáine.

## Mythologie
Selon le Lebor Gabála Érenn, les Gaëls vivaient à l'époque dans la Péninsule Ibérique, gouvernés par deux fils de Mile, Eber Donn et Érimón. Après que l'oncle de Mile, Ith, fut assassiné lors d'un voyage en Irlande par les trois rois locaux Mac Cuill, Mac Cecht et Mac Greine, les 7 fils de Mile décident d'envahir l'île avec 36 bateaux. Ils accostent dans le Comté de Kerry et combattent jusqu'à Tara. Sur le chemin, les épouses des trois rois, Ériu, Banba et Fódla, demandent que l'île soit renommé en leur nom. Ériu est la forme primitive du mot Éire, les noms de Banba et Fódla étant souvent utilisés de manière poétique pour designer l'Irlande - comme Albion pour la Grande-Bretagne.
En arrivant à Tara, les trois rois leur propose un marché : si les envahisseurs retournent dans leur bateau et s'éloignent de neuf waves (vagues) de l'île, et s'ils parviennent à accoster de nouveau, l'île serait à eux. Les Milesiens acceptent, mais les Tuatha Dé Danann utilisent leur magie pour créer une tempête et 5 des fils sont noyés. Seuls Eber Finn, Érimón et le poète Amorgen Glungel reviennent sur l'île et prennent l'île à la bataille de Tailtiu. Amorgen divise l'Irlande en deux royaumes, celui au Nord étant gouverné par Érimón, l'autre partie par Eber.
Un an après la bataille de tailtiu, Eber Finn, insatisfait de son territoire, déclare la guerre à son frère à Airgetro et est tué durant la bataille. Erimon devient alors l'unique Roi. Le titre de Roi Suprême alterna entre les descendants des deux frères. Les fils d'Eber incluent Conmáel, Ér, Orba, Ferón et Fergna.
Geoffrey Keating et Seathrún Céitinn datent son règne aux environs de 1287 av. J.-C., les Annales des quatre maîtres vers 1700 av. J.-C.
D'après la légende, il est l'ancêtre de Cian, et donc de la race des Cians.

## Source
- (en) Cet article est partiellement ou en totalité issu de l’article de Wikipédia en anglais intitulé « Eber Finn » (voir la liste des auteurs).